# Kalapana
Kalapana – opustoszałe miasto na wyspie Hawaiʻi na Hawajach, zniszczone oraz częściowo spalone przez wybuch wulkanu Kīlauea w 1990 roku, na skutek którego zostało zalane morzem lawy, co spowodowało liczne pożary. Lawa, pochłaniając wszystko na swojej drodze, zdewastowała całe miasto oraz okoliczne miasteczka Kaimū i Kaimū Bay, gdzie obecnie – wraz z popiołami – zalega warstwą przekraczającą 1,5 m. Od czasu wybuchu aż do dziś Kalapana jest nienaruszona i ciągle znajdują się tam  ruiny domów, mieszkań oraz budynków publicznych. Zastygła lawa stworzyła nowe pasmo wybrzeża w rejonach, gdzie dotarła aż do morza.
Obecnie dostęp do miasta jest praktycznie niemożliwy, a większość dróg odciętych. Ciągle mieszka tam kilka osób oraz znajduje się zajazd oferujący Bed and Breakfast. Mieszkańcy, którzy pozostali, poruszają się tylko dzięki samochodom z napędem AWD.